# Die Truman Show
Die Truman Show (Originaltitel The Truman Show) ist eine US-amerikanische Komödie des Regisseurs Peter Weir aus dem Jahr 1998 mit Jim Carrey in der Hauptrolle. Der Film startete am 12. November 1998 in den deutschen Kinos.

## Handlung
Der Versicherungsangestellte Truman Burbank ist, ohne es zu wissen, der Hauptdarsteller einer Fernsehserie, in welcher seit seiner Geburt sein gesamtes Leben per Liveübertragung im Fernsehen präsentiert wird. Christof, der Produzent der Serie, hat zu diesem Zweck Truman als Baby von seinem Unternehmen adoptieren lassen; zudem wurde eigens Seahaven Island errichtet, eine von einer gigantischen Kuppel überdachte und von Wald und Wasser umgebene Küstenstadt, die über dem Hollywood Sign in Los Angeles thront. Seahaven ist eine idyllisch-harmlose Kleinstadt im Stile der 1950er Jahre mit kontrollierbarem Wetter, künstlichem Sternenhimmel, Sonne und Mond. Hier wächst Truman auf, umgeben von Schauspielern und täglich beobachtet von über 5000 Kameras. Finanziert wird die Truman Show, die 24 Stunden täglich live übertragen wird, hauptsächlich durch Produktplatzierung.
Erst nach über 29 Jahren (nach 10.909 Tagen) wird Truman wiederkehrend misstrauisch, als einer der Scheinwerfer, die an der Kuppel befestigt sind, um nachts die Sterne zu simulieren, herabfällt und neben ihm auf dem Boden aufschlägt. Weitere Missgeschicke seitens der Produzenten, wie etwa ein Funkspruch auf der falschen Frequenz oder ein angeblich defekter Fahrstuhl, hinter dem sich ein Kamerateam verbirgt, verstärken in der Folge zusätzlich sein Misstrauen. Besonders irritiert und verwirrt zeigt er sich, als er eines Tages in einem Obdachlosen auf der Straße seinen Vater wiedererkennt, obwohl dieser in seiner Kindheit vermeintlich bei einem Bootsunfall ums Leben gekommen ist.
In Rückblenden erfährt der Zuschauer mehr über den Anfang und die Geschichte der Serie: Truman stammt aus einer ungewollten Schwangerschaft, sein Leben ist praktisch lückenlos dokumentiert. Man erfährt von Zwischenfällen, bei denen Außenstehende in die Sendung eingedrungen sind, um z. B. live im Fernsehen zu sein. Auch wird die ehemalige Statistin Lauren vorgestellt, die Truman immer noch liebt, obwohl er mit Meryl eine andere Frau, wie von den Serienmachern gewollt, geheiratet hat. Lauren wurde nach einem Versuch, Truman die Wahrheit über seine Welt zu sagen, aus der Serie entfernt. Truman weiß nur, dass sie angeblich nach Fidschi gereist ist, was seinen Wunsch, Seahaven zu verlassen, noch verstärkt. Aus Schnipseln verschiedener Zeitschriften bastelt er sich ihr Porträt zusammen. Und „Lauren“, mit richtigem Namen Sylvia Garland, setzt sich in der realen Welt für Trumans Befreiung ein.
Es wird deutlich, dass die Produzenten der Serie schon in Trumans Kindheit mit allen Mitteln versuchen, ihn vom Fortgehen abzuhalten. Dies ist dadurch erreicht worden, dass Truman durch verschiedene Zwischenfälle, vor allem durch den scheinbaren Tod seines Vaters, dazu gebracht worden ist, eine starke Angst vor Gewässern zu entwickeln, sodass er sich weigert, auch nur ein Wasserfahrzeug zu benutzen oder eine Seebrücke zu überqueren. Deshalb bleibt er immer in Seahaven.
Truman versucht, aus dieser Welt, deren künstlichen Charakter er mehr und mehr erkennt, auszubrechen. Seine Fluchtversuche werden von den Produzenten mit aller Kraft vereitelt. Nachdem Trumans Vater sich nach Seahaven eingeschlichen hat, wird er von Christof wieder in die Serie integriert, um Truman aus seiner Krise zu bringen. Doch die Erkenntnis, dass sein Vater nicht auf dem Meer umgekommen ist, befreit Truman von seiner Angst vor dem Wasser. Schließlich flieht er aus der eigens für ihn gebauten Stadt, indem er ein Segelboot entwendet. Nachdem Christof vergeblich versucht hat, Trumans Segelboot durch einen künstlich erzeugten Sturm zum Kentern zu bringen, erreicht dieser die Wand der Kuppel. Christof spricht zu Truman und beschwört ihn, in Seahaven zu bleiben, da es in der wirklichen Welt nicht mehr an Wahrheit zu finden gebe als in seiner künstlich erschaffenen Heimat, in der er dafür aber Sicherheit habe. Doch Truman wählt den Ausgang. Durch die Liveübertragung informiert, eilt Sylvia zu ihm. Bevor Truman geht, wiederholt er einen Spruch, der in der „Serie“ tagtäglich von ihm zu hören gewesen ist: „Und falls wir uns nicht mehr sehen sollten: Guten Tag, guten Abend und gute Nacht!“ Während die Sendung abgebrochen wird und Christof reglos auf den flimmernden Bildschirm starrt, überlegen sich zwei jener Zuschauer, die während der Handlung immer wieder eingeblendet werden, was noch im Fernsehen laufe.

## Entstehung und Veröffentlichung
| Figur                            | Darsteller        | Deutscher Sprecher |
| -------------------------------- | ----------------- | ------------------ |
| Truman Burbank                   | Jim Carrey        | Stefan Fredrich    |
| Meryl Burbank/ Hannah Gill       | Laura Linney      | Evelyn Maron       |
| Marlon/Louis Coltrane            | Noah Emmerich     | Tobias Meister     |
| Lauren/Sylvia Garland            | Natascha McElhone | Claudia Lehmann    |
| Christof                         | Ed Harris         | Wolfgang Condrus   |
| Angela Burbank/ Alanis Montclair | Holland Taylor    | Uta Hallant        |
| Kirk Burbank/ Walter Moore       | Brian Delate      | Norbert Gescher    |
| Lawrence                         | Peter Krause      | Martin Keßler      |
| Control Room Director            | Paul Giamatti     | Uwe Büschken       |
| Mike Michaelson                  | Harry Shearer     | Frank Glaubrecht   |
| Network Executive                | Philip Baker Hall | Hans Teuscher      |

- Ursprünglich sollte der Drehbuchautor des Films, Andrew Niccol, die Regie übernehmen. Doch nachdem Jim Carrey 12 Millionen US-Dollar Gage ausgehandelt hatte, fanden es die Produzenten zu gewagt, einem Anfänger die Regie zu übergeben, und sie entschieden sich für Peter Weir (Regisseur von Der Club der toten Dichter).
- Als Andrew Niccol noch als Regisseur im Gespräch war, favorisierte er Gary Oldman als Hauptdarsteller.
- Statt Ed Harris war ursprünglich Dennis Hopper für die Rolle des Christof geplant.
- Hauptdrehort war der kleine Badeort Seaside im US-Bundesstaat Florida. Gedreht wurde zudem in den Paramount Studios in Los Angeles.[2]
- Der Film wurde bei der Berliner Synchron synchronisiert. Lutz Riedel schrieb das Dialogbuch und führte die Dialogregie.[3]
- Der Film spielte insgesamt rund 264 Millionen US-Dollar (rund 244 Millionen Euro) ein, die Produktionskosten lagen bei 60 Millionen US-Dollar.[4]

## Unterschiede des Films zum Drehbuch
Das Originaldrehbuch weist einige Unterschiede zur Endfassung des Films auf:
- Der Teil des Films, in dem Truman beginnt, misstrauisch zu werden, und schließlich die Wahrheit erkennt, ist im Drehbuch um einige Szenen erweitert.[5]
- Die Szene, in der Trumans Fluchtversuch vom angeblichen Reaktorleck gestoppt wird, gewinnt im Drehbuch noch zusätzlich dadurch an Brisanz, dass Truman hier beinahe das „Fidschi-Set“ entdeckt hätte: Ein künstliches Inselparadies inklusive eines hydraulisch anhebbaren Flugzeugs und eines Vulkans, der gerade getestet wird. Meryls Vorschlag, Truman solle ein paar Monate sparen und dann nach Fidschi reisen, ist vor diesem Hintergrund nicht mehr nur Beschwichtigung, sondern ein weiterer Schritt der Produzenten, Truman in ihre erwünschte Richtung zu lenken.[6]
- Nach Trumans Fluchtversuch gibt es ein nächtliches Treffen der Hauptdarsteller (Meryl, Marlon, Trumans Eltern und Vivian) mit Christof, bei dem Änderungen der Serie besprochen werden: Trumans Vater ist wieder Teil der Show, während Meryl geht; Vivians falscher Lebenslauf wird den Schauspielern ausgehändigt und Christof kündigt an, dass die erste Live-Empfängnis immer noch stattfinden soll. Ab der Geburt von Trumans Kind soll ein zweiter Kanal eingerichtet werden, um beide Leben dokumentieren zu können.[7]
- Trumans endgültige Flucht ist ebenfalls länger; er hat sich hier das Gesicht geschwärzt und läuft zeitweise, so getarnt, in der Menge der ihn Suchenden mit. Als er sich schließlich auf den Weg zum Hafen macht, trifft er auf Marlon, der ihn erkennt, aber nach einer langen Pause wortlos an ihm vorbeigeht.[8]

## Rezeption
Die Truman Show erhielt ein sehr gutes Presseecho, was sich auch in den Auswertungen US-amerikanischer Aggregatoren widerspiegelt. So erfasst Rotten Tomatoes fast ausschließlich wohlwollende Besprechungen und ordnet den Film dementsprechend als „Zertifiziert Frisch“ ein. Metacritic ermittelt aus den vorliegenden Bewertungen „Einhelliges Kritikerlob“.

„Intelligente, mitfühlende Satire auf mediale Allmachtsfantasien. Bitterböse Groteske mit einem tollen Carrey. Gegen Peter Weirs Mediensatire mit Jim Carrey ist selbst Big Brother ein Witz.“

„Satire und Nachdenklichkeit treffen sich in Peter Weirs Film vor dem Hintergrund einer gigantischen ‚lebensechten‘ Fernsehkulisse, und der Zuschauer wird zum Voyeur der Voyeure bei Trumans allmählicher Entdeckung einer alternativen Realität. Brillant inszeniert und gespielt, nimmt der Film Medienmanipulation, Konformismus und Kommerzialisierung aufs Korn, scheut aber auch vor existentiellen Fragestellungen nicht zurück.“

Für die Oscarverleihung 1999 erhielt Ed Harris eine Nominierung als „Bester Nebendarsteller“, außerdem fanden sich Peter Weir für die „Beste Regie“ und Andrew Niccol für das „Beste Originaldrehbuch“ unter den Nominierten. Bei den Golden Globe Awards 1999 gewannen Philip Glass und Burkhard von Dallwitz für die Filmmusik sowie Hauptdarsteller Jim Carrey und Nebendarsteller Ed Harris einen Preis.

## Nachwirkung
2021 veröffentlichte die deutsche Sängerin Paula Hartmann den Song Truman Show Boot mit dazugehörigem Musikvideo. In dem Lied kommt die Textzeile vor: „Doch mein Truman Show Boot [Sic!] fährt im Sonnenuntergang gegen eine Wand“.
2008 erschienen im British Journal of Psychiatry erstmals Fallberichte von Patienten, die ihr Leben für eine inszenierte Reality-Show und alle Menschen um sie herum für Schauspieler hielten. Diese seltene psychische Störung fand als Truman-Syndrom Einzug in die Fachliteratur.